# 刘玠 (1943年)
刘玠（1943年11月22日—），男，安徽舒城人，中国冶金自动化及信息工程专家，中国工程院院士，中国共产党第十五、十六届中央候补委员。第九、十届全国人大代表。

## 生平
1960年毕业于华东师范大学第二附属中学，1964年毕业于武汉钢铁学院机械专业，1967年取得北京钢铁学院冶金机械硕士学位，后进入武汉钢铁公司工作，曾任武钢集团第一副总经理、总工程师。1994年12月任鞍山钢铁集团董事长、总经理。1997年当选中国工程院院士。2006年5月，中国科学技术协会第七届全国代表大会召开，选举产生第七届委员会，他当选为副主席。2011年5月30日，中国科协第八次全国代表大会上，出任中国科协副主席。